# Ademir Camilo
Ademir Camilo Prates Rodrigues (Teófilo Otoni, 30 de maio de 1964) é um médico, advogado e político brasileiro que já foi filiado ao PSDB, ao PPS, ao PL, ao PDT, ao PSD e ao PROS eque hoje está filiado ao PODE.
Foi vereador em Teófilo Otoni (1993-2000) e vice-prefeito na mesma cidade (2001-2004). No dia 3 de janeiro de 2005 assumiu o mandato de deputado federal, sendo reeleito no ano seguinte.